# Gene Havlick
Gene Havlick (16 de março de 1894 — 11 de maio de 1959) é um editor estadunidense. Venceu o Oscar de melhor montagem na edição de 1938 por Lost Horizon.